# Chad Johnson (football américain)
Pour l’article homonyme, voir Chad Johnson.
(en) Statistiques sur pro-football-reference
Chad Javon Johnson (anciennement Chad Ochocinco, 2008-2012) est un joueur américain de football américain, né le 9 janvier 1978 à Miami (Floride), qui évolue au poste de wide receiver. Il a joué 11 saisons dans la National Football League (NFL) avec les Bengals de Cincinnati (2001 à 2010) et les Patriots de la Nouvelle-Angleterre. Il a également joué au football canadien, en tant que receveur éloigné, pour les Alouettes de Montréal dans la Ligue canadienne de football (LCF).
Il a changé de nom en 2008 afin que son surnom « Ocho Cinco » (« huit cinq » en espagnol) apparaisse sur son maillot. Il reprend son nom de naissance en 2012 avant de se marier.

## Biographie

### Carrière universitaire
Il effectua sa carrière universitaire avec les Beavers d'Oregon State.

### Carrière professionnelle

#### En NFL
Il est sélectionné au 2e tour (36e choix) par les Bengals de Cincinnati lors de la draft 2001 de la NFL.
En 2006, Johnson établit un nouveau record du nombre de yards gagnés à la réception par un joueur des Bengals : en 11 réceptions, il gagne 260 yards. Le record est battu en 2022 par Ja'Marr Chase.
Il a dépassé six fois les 1 000 yards par saison.

#### En LCF
Sans équipe depuis son licenciement des Dolphins de Miami, Chad est invité à rejoindre le mini-camp printanier des Alouettes de Montréal, franchise de la Ligue canadienne de football, alors de passage en Floride. Sa participation est suivie quelques jours après par la signature d'un contrat de deux ans avec la même équipe. Il prend part à cinq matchs réguliers de l'équipe en 2014, réalisant 7 réceptions et un touché. Il ne se présente pas au camp d'entraînement de 2015 et est en conséquence suspendu du club. Il devient agent libre à l'expiration de son contrat de deux ans.

### Vie privée
Le 25 octobre 2006, en l'honneur du Mois du patrimoine hispanique, quand son nom était encore Johnson, il a annoncé qu'il préfère être appelé « Ocho Cinco », qui signifie « huit cinq » en espagnol.
Chad est grand fan de football (soccer) et a longtemps hésité entre le football et le football américain, mais avoue que le football américain reste sa grande passion. Pendant certains entraînements avant les matchs, Chad s'amusait à faire des jonglages.[non pertinent] Son club favori est le SSC Napoli et il a eu l’occasion de rencontrer les joueurs du club italien lors d’un stage de pré-saison de ces derniers à Miami[réf. nécessaire]. En 2011, Johnson profite du lock-out de la NFL pour tenter l'aventure dans la Major League Soccer (MLS), il est mis à l'essai par le Sporting de Kansas City, mais n'est pas retenu.
Il participe en 2021 à un combat d'exhibition de boxe contre Brian Maxwell, en sous-carte du combat entre Logan Paul et Floyd Mayweather Jr.

## Statistiques
| Année                  | Équipe                             | MJ                     |                         | Passes réceptionnées    | Passes réceptionnées    | Passes réceptionnées    | Passes réceptionnées |       | Courses | Courses | Courses | Courses |  | Fumbles | Fumbles |
| Année                  | Équipe                             | MJ                     | Nb.                     | Yards                   | Moy.                    | TD                      | Nb.                  | Yards | Moy.    | TD      | Nb.     | Perdus  |  |         |         |
| 2001                   | Bengals de Cincinnati              | 12                     | 28                      | 329                     | 11,9                    | 1                       | -                    | -     | -       | -       | 0       | 0       |  |         |         |
| 2002                   | Bengals de Cincinnati              | 16                     | 69                      | 1 166                   | 16,9                    | 5                       | -                    | -     | -       | -       | 0       | 0       |  |         |         |
| 2003                   | Bengals de Cincinnati              | 16                     | 90                      | 1 355                   | 15,1                    | 10                      | -                    | -     | -       | -       | 0       | 0       |  |         |         |
| 2004                   | Bengals de Cincinnati              | 16                     | 95                      | 1 274                   | 13,4                    | 9                       | 4                    | 39    | 9,8     | 0       | 1       | 0       |  |         |         |
| 2005                   | Bengals de Cincinnati              | 16                     | 97                      | 1 432                   | 14,8                    | 9                       | 5                    | 33    | 6,6     | 0       | 1       | 0       |  |         |         |
| 2006                   | Bengals de Cincinnati              | 16                     | 87                      | 1 369                   | 15,7                    | 7                       | 6                    | 24    | 4       | 0       | 1       | 1       |  |         |         |
| 2007                   | Bengals de Cincinnati              | 16                     | 93                      | 1 440                   | 15,5                    | 8                       | 6                    | 47    | 7,8     | 0       | 2       | 1       |  |         |         |
| 2008                   | Bengals de Cincinnati              | 13                     | 53                      | 540                     | 10,2                    | 4                       | -                    | -     | -       | -       | 0       | 0       |  |         |         |
| 2009                   | Bengals de Cincinnati              | 16                     | 72                      | 1 047                   | 14,5                    | 9                       | 3                    | 32    | 10,7    | 0       | 2       | 2       |  |         |         |
| 2010                   | Bengals de Cincinnati              | 14                     | 67                      | 831                     | 12,4                    | 4                       | -                    | -     | -       | -       | 0       | 0       |  |         |         |
| 2011                   | Patriots de la Nouvelle-Angleterre | 16                     | 15                      | 276                     | 18,4                    | 1                       | -                    | -     | -       | -       | 0       | 0       |  |         |         |
|                        |                                    |                        |                         |                         |                         |                         |                      |       |         |         |         |         |  |         |         |
| 2014                   | Alouettes de Montréal              | 5                      | 7                       | 151                     | 21,6                    | 1                       | -                    | -     | -       | -       | 0       | 0       |  |         |         |
| 2015                   | Alouettes de Montréal              |                        | N'a pas joué (suspendu) | N'a pas joué (suspendu) | N'a pas joué (suspendu) | N'a pas joué (suspendu) |                      |       |         |         |         |         |  |         |         |
| Totaux en carrière NFL | Totaux en carrière NFL             | Totaux en carrière NFL | 766                     | 11 059                  | 14,4                    | 67                      | 24                   | 175   | 7,3     | 0       | 7       | 4       |  |         |         |

## Palmarès

### Universitaire
- Vainqueur du Fiesta Bowl en 2001

### NFL
- Pro Bowl : 2003, 2004, 2005, 2006 et 2007